# L'Écrevisse et sa fille
L'Écrevisse et sa fille est la dixième fable du livre XII de Jean de La Fontaine, situé dans le troisième et dernier recueil des Fables de La Fontaine, édité pour la première fois en 1693 mais daté de 1694.
La démarche à contresens de la jeune écrevisse serait une allusion aux stratégies politiciennes alambiquées de Louis XIV . La fable a la particularité de contenir deux morales distinctes, portant sur des éléments distincts du texte. Au début de celui-ci, l’auteur semble dire que prendre visiblement une direction dans le but d’aller dans une autre peut-être une manière intelligente de «tromper l’ennemi», alors qu’à la fin du texte, c’est l’imitation d’autrui sans raisonner qui est pointée, pour en critiquer le manque d’intelligence.

## Texte de la fable
Les Sages quelquefois, ainsi que l’Écrevisse,

Marchent à reculons, tournent le dos au port.

C’est l’art des Matelots : C’est aussi l’artifice

De ceux qui pour couvrir quelque puissant effort,

Envisagent un point directement contraire,

Et font vers ce lieu-là courir leur adversaire.

Mon sujet est petit, cet accessoire est grand.

Je pourrais l’appliquer à certain Conquérant

Qui tout seul déconcerte une Ligue à cent têtes.

Ce qu’il n’entreprend pas, et ce qu’il entreprend

N’est d’abord qu’un secret, puis devient des conquêtes.

En vain l’on a les yeux sur ce qu’il veut cacher,

Ce sont arrêts du sort qu’on ne peut empêcher,

Le torrent à la fin devient insurmontable.

Cent Dieux sont impuissants contre un seul Jupiter.

LOUIS et le destin me semblent de concert

Entraîner l’univers. Venons à nôtre Fable.

Mère Écrevisse un jour à sa Fille disait :

Comme tu vas, bon Dieu ! ne peux-tu marcher droit ?

Et comme vous allez, vous-même ! dit la Fille.

Puis-je autrement marcher que ne fait ma famille ?

Veut-on que j’aille droit quand on y va tortu ?

Elle avait raison ; la vertu

De tout exemple domestique

Est universelle, et s’applique

En bien, en mal, en tout ; fait des sages, des sots ;

Beaucoup plus de ceux-ci. Quant à tourner le dos

À son but ; j’y reviens, la méthode en est bonne,

Surtout au métier de Bellone :

Mais il faut le faire à propos.
— Jean de La Fontaine, Fables de La Fontaine, L'Écrevisse et sa fille, texte établi par Jean-Pierre Collinet, Fables, contes et nouvelles, Gallimard, « Bibliothèque de la Pléiade », 1991, p. 471